# Panorama (album)
Panorama je 3. sólové album rappera LA4.

## O albu
Celé album produkoval DJ Wich, vyšlo 17.12.2014 na labelu Golden Touch Records.
V den vydání se celé album také objevilo na Wichově Youtube kanále k poslechu zdarma.
Na albu se objevují kolegové z labelu BIGG BOSS, Vladimir 518, Refew, James Cole a Hugo Toxxx.
Dále také Separ, Paulie Garand, Elpe, Mooza, Supa, Efko, Martin Svátek a Martin Madej.
Hudbu složil(i) DJ Wich. 
| Pořadí         | Název                                   | Text                      | Youtube Link                                | Délka |
| -------------- | --------------------------------------- | ------------------------- | ------------------------------------------- | ----- |
| 1.             | Intro                                   |                           | https://www.youtube.com/watch?v=rHo0e85FEBY | 1:24  |
| 2.             | Denně (ft. Separ, Martin Svátek)        | La4, Separ, Martin Svátek | https://www.youtube.com/watch?v=6Nzjf--MY4w | 3:50  |
| 3.             | Tam kam patřim                          | La4                       | https://www.youtube.com/watch?v=JR8_RiEvb9c | 3:42  |
| 4.             | Zlato v bahně (ft. Vladimir 518)        | La4, Vladimir 518         | https://www.youtube.com/watch?v=WMiamuJZRzc | 3:42  |
| 5.             | Volnej spád (ft. James Cole)            | La4, James Cole           | https://www.youtube.com/watch?v=D1AmTNGPcx8 | 3:40  |
| 6.             | Energie (ft. Paulie Garand, Elpe)       | La4, Paulie Garand, Elpe  | https://www.youtube.com/watch?v=IpLMh9HzRac | 3:56  |
| 7.             | Můj čas (ft. Mooza)                     | La4, Mooza                | https://www.youtube.com/watch?v=DsqT0OiQSSo | 4:13  |
| 8.             | Šťastnou cestu (ft. Supa, Martin Madej) | La4, Supa, Martin Madej   | https://www.youtube.com/watch?v=4gPrkakJ3N4 | 5:43  |
| 9.             | Krásní lidé (ft. Hugo Toxxx)            | La4, Hugo Toxxx           | https://www.youtube.com/watch?v=S5fmwcpxOQs | 4:42  |
| 10.            | Neskonale mužný                         | La4                       | https://www.youtube.com/watch?v=XoniBIIcyTQ | 3:28  |
| 11.            | Vim kde bydlim (ft. Refew)              | La4, Refew                | https://www.youtube.com/watch?v=fhBXK8n3NUE | 3:35  |
| 12.            | Šok nula (ft. Efko)                     | La4, Efko                 | https://www.youtube.com/watch?v=b0hQtJ7EnzM | 3:28  |
| 13.            | Poslední případ                         | La4                       | https://www.youtube.com/watch?v=dveHpoeab8A | 3:37  |
| 14.            | Outro                                   |                           | https://www.youtube.com/watch?v=-qVif0LTIYY | 1:48  |
| Celková délka: | Celková délka:                          | Celková délka:            | Celková délka:                              | 50:34 |